# Lothian
Lothian je historická oblast ve Skotsku. Leží na jižním pobřeží Firth of Forth okolo hlavního města Edinburghu. Má rozlohu 1720 km² a žije zde 850 000 obyvatel. V Lothianu se nacházejí vrchoviny Lammermuir Hills a Pentland Hills a řeka Tweed.
Název je odvozen od krále Lota z artušovských legend. Původními obyvateli byli Keltové, později Lothian dobyli Anglové z Northumbrie. Křesťanství sem přinesl v 8. století poustevník Baldred. Součástí Skotska se oblast stala po bitvě u Carhamu v roce 1018. Ve středověku zahrnoval Lothian i oblast Scottish Borders.
Od administrativní reformy v roce 1996 je Lothian rozdělen na správní oblasti Západní Lothian, Střední Lothian a Východní Lothian a město Edinburgh.